# هنتنغتون إينغلس للصناعات
تعد شركة هنتنغتون إينغلس للصناعات (HII) أكبر شركة بناء سفن عسكرية في الولايات المتحدة بالإضافة إلى أنها تقدم خدمات احترافية للشركاء في الحكومة والصناعة. شكلت شركة هنتنغتون إينغلس للصناعات، المصنفة رقم 371 في قائمة فورتشين 500، في 31 مارس 2011 وهي تابعة عن شركة نورثروب غرومان.
تتألف الشركة من ثلاثة أقسام: نيوبورت نيوز لبناء السفن، إينغلس لبناء السفن، والحلول التقنية. قامت أقسام بناء السفن نيوبورت نيوز وإينغلس التابعة لشركة هنتنغتون إينغلس للصناعات في فرجينيا وميسيسيبي ببناء المزيد من السفن في فئات سفن أكثر من أي شركة بناء سفن تابعة للبحرية الأمريكية. يقدم قسم الحلول التقنية في هنتنغتون إينغلس للصناعات مجموعة واسعة من الخدمات المهنية من خلال دعم الأسطول، الحلول المبتكرة الموجهة نحو المهام  / الدفاع والحلول الفيدرالية  والمجموعات النووية والبيئية ومجموعة النفط والغاز.
مايك بيترس هو الرئيس والمدير التنفيذي لشركة هنتنغتون إينغلس للصناعات. عمل بيترز سابقًا رئيس لشركة نورثروب جرومان لبناء السفن ورئيسًا لقطاع نيوبورت نيوز في نورثروب جرومان. انضم إلى نيوبورت نيوز لبناء السفن في عام 1987 في قسم بناء الغواصات من فئة لوس أنجلوس.

## روابط خارجية
- الموقع الرسمي